# Bogenhausen (Rottenburg an der Laaber)
Bogenhausen ist ein Gemeindeteil der Stadt Rottenburg an der Laaber im niederbayerischen Landkreis Landshut. Bis 1874 war der Ort Sitz der gleichnamigen Gemeinde.

## Geographie und Verkehrsanbindung
Das Dorf liegt im Tal der Großen Laber drei Kilometer südwestlich des Kernortes von Rottenburg an der Laaber auf der Gemarkung Niederhatzkofen.

## Geschichte
Die benachbarten Gemeinden Oberhatzkofen und Bogenhausen wurden durch das bayerische Gemeindeedikt 1818 gegründet und gehörten anfangs zum Landgericht Pfaffenberg, dann zum Gericht Rottenburg und Bezirksamt Rottenburg an der Laaber. 1858 scheiterte der Versuch, die Gemeinden Oberhatzkofen, Niederhatzkofen, Bogenhausen und Unterlauterbach zu einer Gemeinde zu vereinen. Die Gemeinde Bogenhausen bestand aus den sechs Orten Bogenhausen, Eggerach, Furth, Heckmühle, Lurz und Pleckenhof. Im Jahr 1871 hatte die Gemeinde mit 177 ihren höchsten Einwohnerstand, davon 121 im Dorf Bogenhausen, 9 in der Einöde Eggerach, 19 im Weiler Furth, 7 in der Einöde Heckmühle, 12 in der Einöde Lurz und 9 in der Einöde Pleckenhof. Am 20. Mai 1874 wurden die Gemeinden Niederhatzkofen und Bogenhausen in die Gemeinde Oberhatzkofen eingegliedert. 
Am 1. Mai 1978 im Zuge der Gebietsreform in Bayern wurde die Gemeinde Oberhatzkofen in die Stadt Rottenburg a.d.Laaber eingemeindet.